# مردمان تزوتوجیل

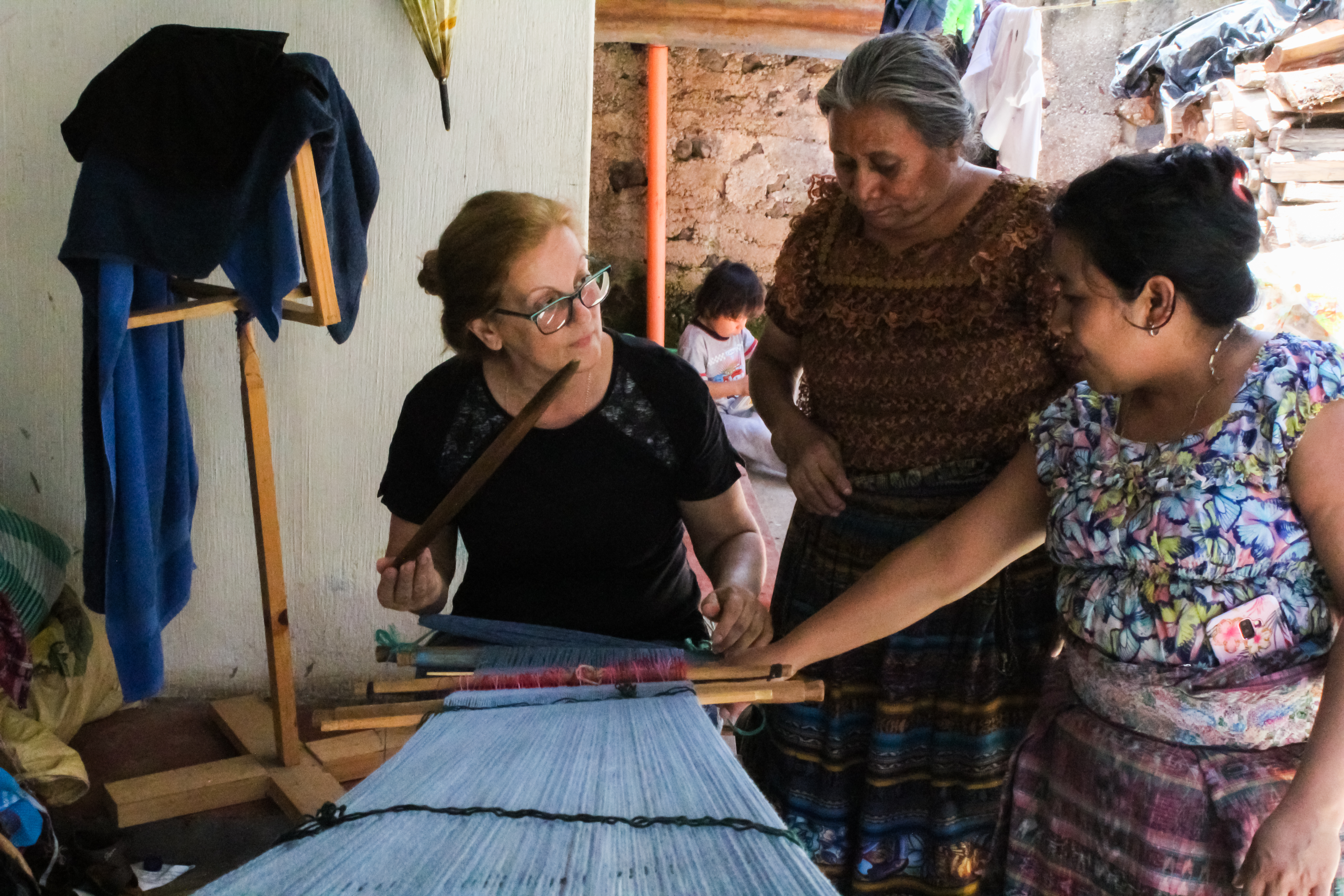
زن بافنده گواتمالایی

تزوتوجیل (تسوتوجیل، سوتوجیل) گروهی مردم از نژاد بومیان آمریکا اند. این مردمان یکی از ۲۱ گروه قومی مایا هستند که در گواتمالا ساکن اند. آنها به همراه مردم زینکا، گاریفونا و لادینوزها، ۲۴ گروه قومی را در این ناحیه نسبتاً کوچک تشکیل می‌دهند. تقریباً ۱۰۰۰۰۰ تزوتوجیل در منطقه اطراف دریاچه آتیتلان زندگی می‌کنند. در دوران پیش از کلمبی، پایتخت آ «در نزدیکی سانتیاگو آتیلان بود. در دوران پیش از کلمبیا، ملت تزوتوجیل بخشی از تمدن باستانی مایا بودند.
این مردم به دلیل پایبندی پایدار خود به آداب و رسوم سنتی فرهنگی و مذهبی مشهوراند. برخی نیز پروتستان انجیلی و کاتولیک رومی اند. آنها به زبان تزوتوجبا، یکی از زبانهای خانواده زبان مایاها سخن می‌گویند.